# Török Gyula (régész)
Török Gyula (Abony, 1911. augusztus 21. – Budapest, 1997. január 22.) régész, muzeológus.

## Élete
1931-1936 között a Szegedi Egyetemen történelem, földrajz és régészet szakot tanult. Mályusz Elemér, Erdélyi László Gyula, Deér József, Buday Árpád előadásait hallgatta. 1932-1934 között az egyetem Régészeti Intézetének demonstrátora. 1933-ban és 1934-ben részt vett Banner János hódmezővásárhelyi ásatásain, de Móra Ferenc is pártfogolta, aki rábízta a kiszombori népvándorláskori temető anyagának feldolgozását és Török Gyula ebből írta doktori értekezését, melyet 1935-ben „summa cum laude“ védett meg. 1935-1938 között a szegedi Városi Múzeum gyakornoka volt. A szegedi múzeumban dolgozva azonosította Öthalom mamutcsontleleteinek lelőhelyét, illetve Csengele-Feketehalom leletmentését végezte. Később a keszthelyi múzeum munkatársa, 1937-ben pedig megbízták a sümegi Darnay Múzeum régészeti anyagának Keszthelyre szállításával és szakleltározásával. 1939-1950 között a pécsi Városi Múzeum vezetője, ahol őskori és római kori ásatásokat vezetett az egykori Sopianae több pontján és környékén. Katonai szolgálata alatt orosz hadifogságba került. 1945 augusztusában súlyos betegen tért haza Kujbisevből. Gyógyulása után, 1947-ben tumulusokat tárt fel Pécs-Jakabhegyen és Kővágószőlősön. Országos régészeti feladatokban, például Mór-Akasztódomb, Tiszalök-Rázompuszta, Tiszapolgár-Basatanya is részt vállalt. A városi és megyei múzeum összevonásával vezetői állása megszűnt. 1951-ben Budapestre a Vallás- és Közoktatásügyi Minisztériumba rendelték, ahol egy évig a múzeumi terület főelőadója volt. 1952 márciusától a Magyar Nemzeti Múzeum Népvándorláskori Csoportjának tagja. 1952-1955 között Halimba-Cseres 10-11. századi temető, 1956-1960 között a sopronkőhidai 9. századi temető feltárását végezte. 1973-ban nyugdíjba vonult, majd még a MTA Régészeti Intézetének dömösi ásatásain vett részt. 1978-ban kandidátusi disszertációját a Halimbán 1961-1965 között feltárt 7-9. századi avar temető feldolgozásából írta.
Szívesen vett részt evező túrákon. Kapcsolatokat ápolt a pécsi Képzőművészek és Műbarátok Társaságával.

## Művei
- 1962 Die Bewohner von Halimba im 10. und 11. Jahrhundert. Arch. Hung. 39. Budapest
- 1973 Sopronkőhida IX. századi temetője
- 1994 Das awarenzeitliche Gräberfeld von Solymár. Avar Corpus füzetek 1.
- 1998 Das awarenzeitliche Gräberfeld in Halimba